# Æthelberht
Æthelberht (phát âm tiếng Anh cổ: [ˈæðelberˠxt]; còn được gọi là Ethelbert hoặc Aethelberht ) là Vua của Wessex từ năm 860 cho đến khi ông qua đời vào năm 865. Ông là con trai thứ ba của Vua Æthelwulf.
Khi Æthelbald qua đời vào năm 860, Æthelberht đã thống nhất cả hai lãnh thổ dưới sự cai trị của ông. Ông đã không bổ nhiệm một vị vua phụ và Wessex và Kent lần đầu tiên hoàn toàn thống nhất với nhau. Ông dường như có quan hệ tốt với các vị vua sau đó là Æthelred và Alfred Đại đế yêu mến . Vương quốc đã bị tấn công bởi các cuộc tấn công của người Viking trong thời kỳ trị vì của ông, nhưng những cuộc xâm lược này là nhỏ so với các cuộc xâm lược sau khi ông qua đời. Æthelberht mất vào mùa thu năm 865 và được chôn cất bên cạnh người anh trai Æthelbald tại Tu viện Sherborne ở Dorset. Ông đã được kế vị bởi Æthelred.